# فسفات سرب (II)
فسفات سرب(II) (به انگلیسی: Lead(II) phosphate) یک ترکیب شیمیایی با شناسه پاب‌کم ۲۴۰۰۹ است. شکل ظاهری این ترکیب، پودر سفید است.